# Сес Ян Діпевен
Сес Ян Діпевен (нід. Cees Jan Diepeveen, 24 липня 1956) — нідерландський хокеїст на траві.
Бронзовий призер Олімпійських Ігор 1988 року, учасник 1984, 1992 років.
Чемпіон світу 1990 року.